# Rajolar de Bauset, Paiporta
El Rajolar de Bauset era una antiga fàbrica de rajoles que va començar a funcionar el 1924, del matrimoni format per Francisco Bauset Moltó i Teresa Masiá Miralles. Està situat el municipi de Paiporta a la comarca de l´Horta Sud. Està catalogat com a Bé Immoble d'Etnologia (BIE)

## Història
El Rajolar de Bauset, també anomenat Fàbrica de rajoles i teules El Pilar, té l'origen en l'auge del sector de la construcció a València i les poblacions veïnes, als anys 20 del segle xx. La fàbrica va ser construïda el 1924 per Ambrosio i Abelardo Martínez, veïns de Paiporta.
En aquell moment era als afores de Paiporta, fora de la vila, encara que actualment ja ha estat absorbida al nucli urbà de la població.
Ocupava una àrea d'uns 9.520 metres quadrats, on s'incloïa els terrenys d'extracció de l'argila que servia de primera matèria, dues naus on s'emmagatzemaven les rajoles crues i altres materials així com un forn morú i un forn Hoffmann.
La fàbrica es va mantenir en actiu de manera intermitent al llarg dels anys sota la direcció dels Bauset-Olcina. El 1965 es va llogar als germans José i Rafael Pastor Gandul i va passar a denominar-se Ceràmica Valenciana, fins al desembre de 1994, quan l'Ajuntament de Paiporta va adquirir la fàbrica ja en desús per a rehabilitar-la i transformar-la en un espai cultural que conté el Museu de la Rajolería de Paiporta. Del conjunt original queda la part inferior de la nau principal i el fumeral, la resta ha desaparegu.

## Descripció
La fàbrica era composta per diversos espais:
- El terrer: lloc d'on s'extreia l'argila per modelar les rajoles i les teules;
- Les basses: dues grans basses d'aigua que, al seu torn, n'alimentaven d'altres de més petites;
- Les eres: espai a l'aire lliure on els rajolers pasturaven i modelaven les rajoles i les teules;
- Els assecadors: dues construccions amb sostre a doble vessant situades a banda i banda del forn i destinades a emmagatzemar els materials abans i després de la cocció;
- El forn: forn de secció continua dissenyat per l'enginyer Friedrich Hoffmann i que es va començar a generalitzar a Espanya durant la primera dècada del segle xx. Constava una nau més petites que donen a les façanes laterals de l'edificació, i la superior, amb coberta a doble vessant destinada al control i l'alimentació de la rajoleria;
- El fumeral: construït per Abelardo Martínez, constituïa el tir del forn. Presentava una forma octogonal i 37 metres d'alçada. Es va construir el 1921 i l'Ajuntament de Paiporta va celebrar el desembre del 2021 el centenari de la construcció.[8]

El 1997 comença la rehabilitació de la fàbrica, que finalitza l'any 2000. La part superior ha estat reconstruïda seguint l'estructura original amb coberta a dos vessants sobre estructura de bigues de fusta i tirants de ferro amb entabacat i teulada àrab.